# Albert Szent-Györgyi
Albert Szent-Györgyi von Nagyrápolt (Boedapest, 16 september 1893 – Woods Hole (Massachusetts), 22 oktober 1986) was een Hongaars arts en Nobelprijswinnaar voor de Geneeskunde die vitamine C isoleerde.

## Biografie
Albert Szent-Györgyi werd geboren in Boedapest als zoon van Miklós Szent-Györgyi en Jozafina von Nagyropol. Zijn grootvader en een oom van moederszijde waren professor in de anatomie aan de universiteit van Boedapest. Zijn studie moest hij onderbreken toen hij na het uitbreken van de Eerste Wereldoorlog werd gemobiliseerd. Hij diende aan Italiaanse en Russische frontlinies, verkreeg een zilveren medaille voor moed en werd in 1917 uit het leger ontslagen nadat hij gewond was geraakt.
Hij voltooide in 1917 zijn studie geneeskunde in Boedapest, werkte kortstondig in een Hongaars bacteriologisch laboratorium om daarna onderzoeker te worden aan een tiental Europese universiteiten. Zo verbleef Szent-Györgi tussen 1920 en 1926 in Nederland. De eerste twee jaar daarvan werkte hij onder Willem Storm van Leeuwen aan het Instituut voor Pharmacologie van de Rijksuniversiteit Leiden. De basis voor zijn werk dat hem de Nobelprijs opleverde legde hij aan de Rijksuniversiteit Groningen, waar hij van 1922 tot 1926 als onderzoeker werkzaam was in het laboratorium van Hartog Jacob Hamburger. Op uitnodiging van Frederick Hopkins vertrok hij naar Cambridge. In 1930 werd hij hoogleraar in de medische chemie aan de Universiteit van Szeged, in 1935 ook in de organische chemie.
Voorafgaand aan de Tweede Wereldoorlog was hij actief betrokken in het Hongaarse antifascistische verzet waarbij hij joden hielp het land uit te krijgen. Hoewel Hongarije geallieerd was met de asmogendheden werd Szent-Györgyi onder het excuus van een  wetenschappelijke lezing door de Hongaarse minister-president Miklós Kállay naar Caïro gestuurd om in het geheim te onderhandelen met de geallieerde strijdkrachten. Toen de Duitsers hierachter kwamen en Adolf Hitler zijn arrestatie beval werd hij veilig naar Zweden gesmokkeld waar hij van 1944 tot 1945 als stateloos vluchteling verbleef.
Na de oorlog keerde hij terug naar zijn vaderland om de herbouw te overzien van de wetenschappelijke instituten. Er was zelfs sprake van dat hij president van Hongarije zou worden, maar dit werd door de Russen tegengehouden. Wel werd hij gekozen als parlementslid. Toen hij zich realiseerde dat het nieuwe communistische regime in Hongarije onbelemmerd onderzoek niet toestond emigreerde Szent-Györgyi naar de Verenigde Staten. 
In 1947 werd hij directeur van het instituut voor spieronderzoek van het Biologisch Marine-laboratorium te Woods Hole, waar hij belangrijk werk heeft verricht op het gebied van de spiercontractie. In 1955 werd hij Amerikaans staatsburger. In de jaren 1960 was hij een uitgesproken tegenstander van nucleaire proliferatie en Amerika's oorlog in Vietnam. Szent-Györgyi overleed in 1986 op 93-jarige leeftijd.

## Werk
Szent-Györgyi's werk betrof de biochemie van de dissimilatie, ofwel biologische oxidatie. Hij ontdekte dat er bij de dissimilatie zowel waterstof als zuurstof wordt geactiveerd en dat de laatstgenoemde eerstgenoemde verbrandt. Zijn onderzoekingen op het terrein van de celademhaling leidde tot de isolatie van ascorbinezuur (1927-1928, door hem hexuronzuur genoemd) en de herkenning daarvan (1932) als vitamine C, alsmede tot de ontdekking van riboflavine (geïsoleerd in 1933). Ook ontdekte hij dat paprika's (Capsicum annuum) een bron van vitamine C vormen en maakte gewag van de scheurbuik-voorkomende rol daarvan. In 1937 werd hem de Nobelprijs voor Fysiologie of Geneeskunde toegekend 'voor zijn ontdekkingen in verband met de biologische verbrandingsprocessen, in het bijzonder met betrekking tot vitamine C en de fumaarzuurkatalyse'.

## Persoonlijk
Szent-Györgyi was viermaal getrouwd. Zijn eerste echtgenoot was Cornelia Demény in 1917. Hun dochter, Cornelia Szent-Györgyi, werd een jaar later geboren. Dit eerste huwelijk eindigde in 1941 in een scheiding. Nog datzelfde jaar trad hij in huwelijk met Marta Borbiro Miskolczy. Ze overleed in 1963 aan kanker. In 1965 huwde hij Jane Susan Wichterman, de 25-jarige dochter van Woods Hole-bioloog Ralph Wichterman. Drie jaar later, in 1968, scheiden ze van elkaar. Zijn vierde echtgenote, Marcia Houston, huwde hij in 1975. Ze adopteerden een dochter, Lola Von Szent-Györgyi.
1901: Behring · 
1902: Ross · 
1903: Finsen · 
1904: Pavlov · 
1905: Koch · 
1906: Golgi, Ramón y Cajal · 
1907: Laveran · 
1908: Mechnikov, Ehrlich · 
1909: Kocher · 
1910: Kossel · 
1911: Gullstrand · 
1912: Carrel · 
1913: Richet ·
1914: Bárány · 
1919: Bordet · 
1920: Krogh · 
1922: Hill, Meyerhof · 
1923: Banting, Macleod · 
1924: Einthoven ·
1926: Fibiger · 
1927: Wagner-Jauregg · 
1928: Nicolle · 
1929: Eijkman, Hopkins · 
1930: Landsteiner · 
1931: Warburg · 
1932: Sherrington, Adrian · 
1933: Morgan · 
1934: Whipple, Minot, Murphy · 
1935: Spemann · 
1936: Dale, Loewi · 
1937: Szent-Györgyi · 
1938: Heymans · 
1939: Domagk · 
1943: Dam, Doisy · 
1944: Erlanger, Gasser · 
1945: Fleming, Chain, Florey · 
1946: Muller · 
1947: C. Cori, G. Cori, Houssay · 
1948: Müller · 
1949: Hess, Moniz · 
1950: Kendall, Reichstein, Hench · 
1951: Theiler · 
1952: Waksman · 
1953: Krebs,Lipmann ·
1954: Enders, Weller, Robbins · 
1955: Theorell · 
1956: Cournand, Forssmann, Richards · 
1957: Bovet · 
1958: Beadle, Tatum, Lederberg · 
1959: Ochoa, Kornberg · 
1960: Burnet, Medawar · 
1961: Békésy · 
1962: Crick, Watson, Wilkins · 
1963: Eccles, Hodgkin, Huxley · 
1964: Bloch, Lynen · 
1965: Jacob, Lwoff, Monod · 
1966: Rous, Huggins · 
1967: Granit, Hartline, Wald · 
1968: Holley, Khorana, Nirenberg · 
1969: Delbrück, Hershey, Luria · 
1970: Katz, Euler, Axelrod · 
1971: Sutherland · 
1972: Edelman, Porter · 
1973: Frisch, Lorenz, Tinbergen · 
1974: Claude, De Duve, Palade · 
1975: Baltimore, Dulbecco, Temin ·
1976: Blumberg, Gajdusek · 
1977: Guillemin, Schally, Yalow · 
1978: Arber, Nathans, Smith · 
1979: Cormack, Hounsfield · 
1980: Benacerraf, Dausset, Snell · 
1981: Sperry, Hubel, Wiesel · 
1982: Bergström, Samuelsson, Vane · 
1983: McClintock · 
1984: Jerne, Köhler, Milstein · 
1985: Brown, Goldstein · 
1986: Cohen, Levi-Montalcini · 
1987: Tonegawa · 
1988: Black, Elion, Hitchings · 
1989: Bishop, Varmus · 
1990: Murray, Thomas · 
1991: Neher, Sakmann · 
1992: Fischer, Krebs · 
1993: Roberts, Sharp · 
1994: Gilman, Rodbell · 
1995: Lewis, Nüsslein-Volhard, Wieschaus · 
1996: Doherty, Zinkernagel · 
1997: Prusiner · 
1998: Furchgott, Ignarro, Murad · 
1999: Blobel · 
2000: Carlsson, Greengard, Kandel ·
2001: Hartwell, Hunt, Nurse · 
2002: Brenner, Horvitz, Sulston · 
2003: Lauterbur, Mansfield · 
2004: Axel, Buck · 
2005: Marshall, Warren ·
2006: Fire, Mello ·
2007: Capecchi, Smithies, Evans ·
2008: Zur Hausen, Barré–Sinoussi, Montagnier ·
2009: Blackburn, Greider, Szostak ·
2010: Edwards ·
2011: Beutler, Hoffmann, Steinman ·
2012: Gurdon, Yamanaka ·
2013: Rothman, Schekman, Südhof ·
2014: O'Keefe, Moser, Moser ·
2015: Campbell, Omura, Tu ·
2016: Osumi ·
2017: Hall, Rosbash, Young ·
2018: Allison, Honjo ·
2019: Kaelin, Ratcliffe, Semenza ·
2020: Alter, Houghton, Rice ·
2021: Julius, Patapoutian ·
2022: Pääbo ·
2023: Karikó, Weissman ·
2024: Ambros, Ruvkun